# Pilghauser Mühle
Die Pilghauser Mühle war eine Mühle in der Ortslage Oberpilghausen – jetzt Ortsbereich von Dhünn in Wermelskirchen. Sie befand sich am Flüsschen Kleine Dhünn und verfügte über einen separaten Mühlgraben und Teich zur Wasserstandsregulierung. Die Mühle ist in der Dhünntalsperre untergegangen.

## Geschichte
Die ursprünglich als Hammerwerk betriebene Mühle wurde später zu einer Mahlmühle umgewandelt.
Die Erstnennung findet sich 1767. Peter Caterndahl hat vermög einer Konzession vom 24. März 1767 eine ständige Abgabe auf seinem an der Dhünn gelegenen Hammer, welche von der ehemaligen Kellnerei Bornefeld her stammt, und jährlich zwei Taler 40 Stüber und acht Heller an Erkenntnis zu zahlen. Dieser Peter Catherendal wird aber schon 1757 genannt als er zwei Taler 29 Stüber und vier 4 Heller zur Kirchpielumlage Dhünn zahlen muss.
Erhalten hat sich die Erbteilung des Johann Peter Katerndahl von 1781 mit einem Meßzettel. Theodor Goldenberg erbt, dieser vererbt an Tochter Anna Elisabeth Goldenberg, Ehefrau Johann Wilhelm Preyer.
Nach Ausweis des Stadtarchivs Wermelskirchen wird vor 1784 die Konzession erteilt.
Peter Cardendahl besitzt im Jahre 1800 den Artikel 42 und zahlt 36 Stüber und 10 Heller zum Hundertzettel der Niederhonschaft Wermelskirchen. 1807 zahlt er zwei Taler und 24 Stüber an die Kellnerei Burg. Peter Wilhelm Katerndahl will 1824 eine Knochenstampfe errichten und garantiert dem Arnold Goldenberg die Wasserführung für dessen Reckhammer.
Im Jahre 1812 ersteigert Johann Peter Pohlhaus für 10.000 Franc von Johann Wilhelm Katerndahl, nach dessen Tod wurde 1820 ein Inventar errichtet und 1822 wurde der Pilghauser Hammer an seinen Eidam Johann Arnold Goldenberg aus Halzenberg und dann an Friedrich Reuch aus Doktorsdhünn versteigert.
Die Gebrüder Tillmanns aus Unterberg sollen seit 1828 Besitzer sein und verpachten im Jahre 1832 das Goldenbergs Gut zu Pilghausen an Katerndahl.
Im Jahre 1844 ersucht Peter Johann Humburg um Genehmigung zur Anlage einer Mahlmühle an der Stelle des Pilghauser Hammers. 1880 verkaufen die Erben Humburg an ihren Schwager Ernst Ludewigs vor Notar Reichmann für 12.300 Mark. Die Nachkommen Ludewigs besaßen die Pilghausermühle bis zum Abbruch im Zuge des Talsperrenbaues.